# Stereotipo (linguistica)
Il concetto di stereotipo fu introdotto dal filosofo statunitense Hilary Putnam (1926-2016), con riferimento alla competenza semantica di un parlante in relazione a nomi di specie naturali, come acqua, tigre, limone.
Lo stereotipo rappresenta l'idea convenzionale che i parlanti associano ad un nome di specie naturale. Così, ad esempio, lo stereotipo di tigre comprende l'esser carnivoro e feroce o l'avere il manto a strisce gialle e nere. Lo stereotipo di X non è però il significato di X: infatti, non ne determina l'estensione (perché non è pensabile una tigre vegetariana), né rappresenta necessariamente una caratterizzazione corretta di X o anche solo della maggior parte degli X. La rilevanza di uno stereotipo è piuttosto legata al fatto che le informazioni che esso veicola sono socialmente obbligatorie e misurano la competenza del parlante quando usa quel nome.